# 譚朗昌
譚朗昌，是前香港無綫電視及亞洲電視的監製，曾任亞視首席助理戲劇製作總監。譚朗昌在1961年畢業於紅磡聖嘉諾小學暨幼稚園（幼稚園部），於1978年進入無綫電視擔任助理編導、製作統籌、及後晉升至編導，曾執導多部長篇電視劇集。1989年首次擔當電影導演，為永高電影公司執導《真的愛你》，由張曼玉和張學友担綱演出，電影於1992年上映，香港票房收入八百多萬。同年加入亞洲電視並於1992年開始擔任監製。

## 電視劇（無綫電視）
- 2002年：法網伊人
- 2004年：街市的童話

## 電視劇（亞洲電視）
- 1989年：司機大佬（編導）
- 1990年：街市忍者（編導）
- 1991年：暴雨燃燒（編導）
- 1992年：大都會鄉里
- 1992年：一千靈異夜之死連環（電視電影）、一千靈異夜之血追憶（電視電影）、一千靈異夜之迷宮殺手（電視電影）、一千靈異夜之貼身噩夢（電視電影）、一千靈異夜之護花使者（電視電影）
- 1994年：鳳凰傳說
- 1995年：法外英雄
- 1996年：誰是兇手
- 1997年：肥貓正傳
- 1997年：真相
- 1997年：屋企有個肥大佬
- 1999年：肥貓正傳II
- 2000年：世纪之战（編導）

## 電影
- 1992年：真的愛妳
- 1995年：叛逆情緣
- 1995年：橫紋刀劈扭紋柴
- 1996年：偷偷愛你
- 1997年：陰陽路
- 1997年：抱擁朝陽